# Moita Bonita
Moita Bonita là một đô thị thuộc bang Sergipe, Brasil. Đô thị này có diện tích 95,7 km², dân số năm 2007 là 10910 người, mật độ 114 người/km².